# If It's Love (Sting)
If It's Love è un singolo di Sting, pubblicato il 1º settembre 2021 come primo estratto dal quindicesimo album in studio The Bridge.

## Descrizione
Il brano è stato descritto così dal cantante:

## Video musicale
Il video, diretto da Lukas McFarlane, è stato pubblicato l'8 ottobre 2021 attraverso il canale YouTube di Sting.